# 1967 – Sunshine Tomorrow 2: The Studio Sessions
1967 – Sunshine Tomorrow 2: The Studio Sessions è un album compilation dei The Beach Boys, pubblicato in formato download digitale dalla Capitol Records nel 2017.
Il disco è costituito da materiale inedito tratto in prevalenza dalle sessioni di studio per gli album del 1967 Smiley Smile e Wild Honey.

## Tracce
1. Heroes And Villains (A cappella)
2. Vegetables (Track and Background Vocals)
3. She's Going Bald (Track and Background Vocals)
4. Little Pad (A cappella)
5. With Me Tonight (Session Highlight)
6. Wind Chimes (Track and Background Vocals)
7. Gettin' Hungry (Track and Background Vocals)
8. Whistle In (Track and Background Vocals)
9. Aren't You Glad (Stereo Single Mix)
10. I Was Made to Love Her (Track and Background Vocals)
11. Country Air (Track and Background Vocals)
12. Darlin' (Track and Background Vocals)
13. I'd Love Just Once To See You (Track and Background Vocals)
14. Here Comes the Night (A cappella)
15. Let the Wind Blow (A cappella)
16. How She Boogalooed It (Track and Stereo Last Verse)
17. Lonely Days (Session Highlight and Track)
18. Time to Get Alone (Backing Track)
19. Cool Cool Water (Alternate Mix)
20. Can't Wait Too Long (Alternative Mix With Tag)
21. Tune L (Session) (inedita)
22. Good News (Outtake)
23. Surfin' (Lei'd In Hawaii / Studio Backing Track)
24. Heroes and Villains (Lei'd In Hawaii / Studio Version)
25. With a Little Help from My Friends (Session Highlight and Track With Background Vocals)
26. Barbara Ann (Lei'd In Hawaii / Studio Backing Track)
27. California Girls (Lei'd In Hawaii / Studio Stereo Mix)
28. God Only Knows (Lei'd In Hawaii / Studio Stereo Mix)
29. Surfer Girl (Lei'd In Hawaii / Studio Stereo Mix - Alternate Take)